# Мярцева, Светлана Николаевна
Светлана Николаевна Мярцева (р. 1939) — советский, туркменский и мексиканский энтомолог, крупный специалист по хальцидоидным наездникам (Chalcidoidea, Aphelinidae, Encyrtidae), включая полезных и используемых в борьбе с вредителями сельского хозяйства. Открыла и описала около сотни новых для науки видов насекомых. Доктор биологических наук (1983), бывший заместитель директора Института зоологии Академии наук Туркменской ССР. С 2000-х годов работает в Мексике в лаборатории прикладной энтомологии (Cuerpo académico consolidado de entomología aplicada) университета в г. Сьюдад-Виктория (штат Тамаулипас). Член Sociedad Mexicana de Entomología.

## Биография
Родилась 29 января 1939 года в Ашхабаде (Туркменская ССР). В 1954—1959 годах училась в Туркменском государственном университете. Крупный специалист по паразитическим наездникам семейств Encyrtidae и Aphelinidae, открыла и описала около ста новых для науки видов. Кандидат биологических наук (1965). Доктор биологических наук (1985). Профессор (1995). В 1959—1998 годах Работала в Институте зоологии Академии наук Туркменской ССР, где была заместителем директора института и руководителем лаборатории энтомофагов. С 1998 года переехала в Северную Америку и начала работать в Университете в г. Сьюдад-Виктория (штат Тамаулипас, Мексика), с 2000 — профессор университета. Исследует фауну паразитических наездников в лаборатории прикладной энтомологии (Cuerpo académico consolidado de entomología aplicada). Член Sociedad Mexicana de Entomología.

### Награды
- Медаль «За трудовое отличие» (Указ Президиума Верховного Совета СССР «О награждении орденами и медалями СССР работников науки», 20 августа 1986)

## Основные труды

### Книги и монографии
- Мярцева С. Н. 1983. Паразитические перепончатокрылые семейства Encyrtidae (Hymenoptera, Chalcidoidea) Туркменистана и сопредельных районов Средней Азии. Ашхабад: Ылым, 1983. 305 с.
- Даричева М. А., Г. А. Красильникова, С. Н. Мярцева, О. Р. Сабирова, Т. Г. Сидяк, Д.Чарыкулиев. Фауна и экология насекомых долины среднего течения Амударьи. Ашхабад: Ылым, 1983. 171 с.
- Мярцева С. Н. 1984. Паразиты червеца Комстока / С. Н. Мярцева ; Под ред. А. О. Ташлиева, 57 с. ил. 20 см, Ашхабад Ылым 1984.
- Мярцева С. Н. 1986. Энциртиды (Hуmenoptera, Chalcidoidea, Encуrtidae) пустынь и полупустынь Средней Азии : (Фауна, экология, биология, распространение, хоз. значение) / С. Н. Мярцева ; Отв. ред. В. А. Тряпицын; АН ТССР, Ин-т зоологии, 301, с. ил. 21 см, Ашхабад Ылым 1986
- Myartseva S. N. & Evans G.A. 2008. Genus Encarsia Förster of Mexico (Hymenoptera: Chalcidoidea: Aphelinidae). A revisión, key and description of new species. Serie avispas parasíticas de plagas y otros insectos, no. 3. Ciudad Victoria México: Universidad Autónoma de Tamaulipas. 320 p.
- Trjapitzin V. A.; Myartseva, S.N.; Ruiz-Cancino, E.; Coronado-Blanco, J.M. 2008: Clave de generos de Encyrtidae (Hymenoptera: Chalcidoidea) de Mexico y un catalogo de las especies. Editorial Planea, Ciudad Victoria, Tamaulipas, Mexico. ISBN 978-607-95033-0-7 [July 2008]
- Myartseva S. N., Ruíz-Cancino E. & Coronado-Blanco J.M. 2012. Aphelinidae (Hymenoptera: Chalcidoidea) de importancia agrícola en México. Revisión y claves. Serie Avispas parasíticas de plagas y otros insectos, no. 8. Ciudad Victoria México: Universidad Autónoma de Tamaulipas. 413 p. [Publication on CD-ROM].

### Статьи
- Мярцева С. Н. Эколого-фаунистический обзор энтомофагов (Hymenoptera, Coleoptera, Neuroptera, Diptera) КОКЦИД И алейродид (Homoptera) Южной Туркмении. Известия Академии Наук Туркменской ССР (Серия биологических наук). 1972, № 3, с. 55—61.
- Мярцева С. Н. Роль энтомофагов в снижении численности некоторых кокцид и алейродид в Туркмении. Известия Академии Наук Туркменской ССР (Серия биологических наук). 1972, № 6, с. 77—80.
- Мярцева С. Н. Паразиты и хищники кокцид и алейродид Туркмении. В кн.: Экология насекомых Туркмении. Ашхабад, 1973, с. 74—107.
- Мярцева С. Н. Eretmocerus nikolskajae sp.n. (Hymenoptera, Chalcidoidea, Aphelinidae) новый паразит розанной белокрылки Bulgarialeurodes cotesi Mask. (Homoptera, Aleurodoidea) в Туркмении. — Изв. АН ТуркмССР. Сер. биол. наук, 1973, & 2, с. 81—85.
- Мярцева С. Н. К биологии некоторых афелинид и энциртид (Hymenoptera, Chalcidoidea) Южной Туркмении. Изв. АН ТуркмССР. Сер. биол. наук, 1973в, № 6, с. 51—65.
- Мярцева С. Н. Новый для фауны СССР род и новый вид энциртид Neococcidencyrtus steinbergi sp.n. (Hymenoptera, Encyrtidae) из Юго-Западной Туркмении. Энтомол. обозр., 1977а, т. 56, вып. I, с. 171—176.
- Мярцева С. Н. Два новых вида энциртид (Hymenoptera, Chalcidoidea) из Туркменистана. Изв. АН ТуркмССР. Сер. биол. наук, 19776, № 3, с. 3-11.
- Мярцева С. Н. Новый вид энциртид Anathrix acanthococci Myartseva, sp.n. (Hymenoptera, Chalcidoidea) паразит войлочника Acanthococcus sp. (Homoptera, Coccoidea) с полыни в южном Туркменистане. — Изв. АН ТуркмЗСР. Сер. биол. наук, 1977в, № 4, с. 41—46.
- Мярцева С. Н. 0 некоторых малоизученных видах энциртид (Hymenoptera, Chalcidoidea) из Туркмении. Изв. АН ТуркмССР. Сер. биол. наук, 1977г, № 6, с. 35—40.
- Мярцева С. Н. Новый вид рода Dicarnosis Mercet (Hymenoptera, Encyrtidae) из Монголии и СССР. В кн.: Насекомые Монголии. JL., 1977д, вып. 5, с. 481—486.
- Мярцева С. Н. Энциртиды рода Leptanusia De Santis, 1963 (Hymenoptera, Chalcidoidea) мировой фауны. ЭНТОМОЛ. обозр., 1978а, т. 57, вып. I, с. 162—168.
- Мярцева С. Н. Описание самки Parabiastothrix reimovi Trjapitzin (Hymenoptera, Encyrtidae) из Туркмении. Изв. АН ТуркмССР. Сер. биол. наук, 19786, & 5, с. 87—89.
- Мярцева С. Н. Новые виды рода Psyllaephagus Ashmead (Chalcidoidea, Encyrtidae) паразиты листоблошек (Homoptera, Psyiioidea) на кандымах в Туркмении. — Изв. АН ТуркССР. Сер.биол. наук, 1978в, № 6, с. 3—9.
- Мярцева С. Н. Два новых вида рода Coccidencyrtus (Hymenoptera, Encyrtidae)из Туркмении. Зоол. журн., 1978г, т. 57, вып. II, с. 1735—1740.
- Мярцева G.H. Новые виды энциртид рода Mayridia Mercet (Hymenoptera, Chalcidoidea) фауны Туркмении. Изв. АН ТуркмССР. Сер. биол. наук, 1979а, № I, с. 3—II.
- Мярцева G.H. Паразитические перепончатокрылые рода Aschitus Mercet (Hymenoptera, Encyrtidae) фауны Туркмении. —Изв. АН ТуркмОСР. Сер. биол. наук, 19796, Л 3, с. 56—62.
- Мярцева С. Н. Энцирт иды рода Psyilaephagus Ashmead Hymenoptera, Chalcidoidea) с гребенщика в Туркмении. Изв. АН ТурккССР. Сер. биол. наук, 1979в, № 5, с. 27—33.
- Мярцева С. Н. Новые виды паразитических перепончатокрылых (Hymenoptera, Encyrtidae) из Туркмении и Южного Казахстана. Изв. АН ТуркмССР. Сер. биол. наук, 1979г, № 6, с. 49—57.
- Мярцева С. Н. Новые виды энциртид (Hymenoptera, Chalcidoidea, Encyrtidae) паразиты червеца Peliococcus mesasiaticus Borchs. et Kosarz. (Homoptera, Coccoidea) в Туркмении. —Энтомол. обозр., 1979д, т. 58, вып. 3, с. 622—629.
- Мярцева С. Н. Новый вид энциртид Echthroplexiella tobiasi Myartseva, sp.n. (Hymenoptera, Chalcidoidea) из юго-восточной Туркмении. Тр. Всесоюз. энтомол. о-ва, 1979е, т. 61, с. 156—159.
- Мярцева С. Н. К фауне паразитических перепончатокрылых сем. Encyrtidae (Hymenoptera, Chalcidoidea) Туркмении и Киргизии. Тр. Зоол. ин-та АН СССР, 1979ж, т. 88, с. I03—II0.
- Мярцева С. Н. новый вид Anathrix (Hymenoptera, Encyrtidae) из Таиланда. Зоол. журн., 1979з, т. 58, вып. II, с. 1746—1748.
- Мярцева G.H. Новый род и новые виды энциртид (Hymenoptera, Chalcidoidea, Encyrtidae) ИЗ Туркмении. Энтомол. обозр., 1980а, т. 59, вып. 2, с. 372—380.
- Мярцева G.H. Два вида энциртид нового для Палеарктики рода Paraphaenodiscus (Hymenoptera, Chalcidoidea) ИЗ Южной Туркмении и Ирана. Вестн. зоологии, 19806, № 3, с. 82—86.
- Мярцева G.H. К фауне псиллефагусов (Hymenoptera, Encyrtidae) Южной Туркмении. Изв. АН ТуркмССР. Сер. биол. наук, 1980в, № I, с. 47—54.
- Мярцева С. Н. Новые виды энциртид рода Leptomastidea Mercet (Hymenoptera, Chalcidoidea) из Туркмении. Изв. АН ТуркмССР. Сер. биол. наук, 1980г, № 3, с. 58—67.
- Мярцева С. Н. Новый для фауны СССР род и новый вид энциртид Mohelencyrtus phenacocci Myartseva, sp.n. (Hymenoptera, Chalcidoidea) из Туркмении. Изв. АН ТуркмССР. Сер. биол. наук, 1980д, № 3, с. 82—85.
- Мярцева С. Н. Виды рода Microterys Thomson (Hymenoptera, Encyrtidae) фауны Туркмении. Изв. АН Туркь/ССР. Сер. биол. наук, 1980е, № 4, с. 48—59.
- Мярцева С. Н. Сем. Encyrtidae. В кн.: Даричева М. А., Г. А. Красильникова, М. Г. Мушкамбарова, С. Н. Мярцева и др. Эколого-фаунистические комплексы насекомых Юго-Западного Туркменистана. Ашхабад, 1980ж, с. 72—98.
- Мярцева С. Н. Новый род и новые виды энциртид (Hymenoptera, Chalcidoidea) из Туркмении. Зоол. журн., 1980з, т. 59, вып. 5, с. 722—727.
- Мярцева С. Н. Обзор энциртид рода Discodes Forster, 1865 (Hymenoptera, Encyrtidae) фауны СССР с описанием новых видов из Туркмении. Энтомол. обозр., 1981а, т. 60, вып. 2, с. 364—379.
- Мярцева G.H. Новые виды энциртид (Hymenoptera, Chalcidoidea, Encyrtidae) из Туркмении. Изв. АН Туркм. ССР. Сер. биол. наук, 19816, I, с. 11—21.
- Мярцева С. Н. Новый для фауны СССР и малоизвестные виды паразитических перепончатокрылых (Hymenoptera, Encyrtidae) из Туркмении. Изв. АН ТуркьйСР. Сер. биол. наук, 1981в, № 2, с. 12—19.
- Мярцева С. Н. Три новых вида энциртид (Hymenoptera, Chalcidoidea) из Туркмении. Изв. АН ТуркмССР. Сер. биол. наук, 1981г, № 3, с. 44—51.
- Мярцева С. Н. Новые виды паразитов (Hymenoptera, Encyrtidae) червецов и листоблошек (Homoptera, Coccoidea, Psylloidea) из Туркмении. Изв. АН ТуркмССР. Сер. биол. наук, 1981д, " 4, с. 18—26.
- Мярцева С. Н. Новые виды энциртид (Hymenoptera, Chalcidoidea) из Туркмении, паразитирующие в кокцидах (Homoptera, Coccoidea). Изв. АН ТуркмССР. Сер. биол. наук, 1981е, № 5, с. 70—77.
- Мярцева С. Н. Виды рода Homalotylus Mayr (Hymenoptera, Encyrtidae) паразиты кокцинеллид (Coleoptera, Coccinellidae) в Туркмении. — Изв. АН ТуркмССР. Сер. биол. наук, 1981ж, № 6, с. 35—41.
- Мярцева С. Н. Новые данные об э нцирт идах (Hymenoptera, Encyrtidae) паразитах кокцид (Homoptera, Coccoidea), живущих на тростнике Phragmites australis (Cav.). — Энтомол. обозр., 1982а, т. 61, вып. I, с. 153—163.
- Мярцева С. Н. Новые энциртиды (Hymenoptera, Chalcidoidea) фауны Туркмении. Изв. АН ТуркмССР. Сер. биол. наук,19826, Л I, с. 21-29.
- Мярцева С. Н. Новые виды паразитических перепончатокрылых (Hymenoptera, Encyrtidae) из тугаев на Амударье. Изв. АН ТуркмССР. Сер. биол. наук, 1982в, № 2, с. 40-48.
- Мярцева С. Н. Виды энциртид рода Ooencyrtus Ashmead Hymenoptera, Chalcidoidea) фауны Средней Азии. Изв. АН Туркм. ССР. Сер. биол. наук, 1982г, № 3, с. 43-47.
- Мярцева С. Н. История изучения паразитических перепончатокрылых семейства Encyrtidae (Hymenoptera, Chalcidoidea) Средней Азии. Изв. АН ТуркмССР. Сер. биол. наук, 1982д, № 5, с. 58-62.
- Мярцева С. Н. Новые виды энциртид (Hymenoptera, Encyrtidae) из Монголии. В кн.: Насекомые Монголии. I., 1982е, вып. 8, с. 319—334.
- Мярцева С. Н. Новые виды паразитических перепончатокрылых (Chalcidoidea, Encyrtidae) из Средней Азии и Афганистана. Изв. АН ТуркмССР. Сер. биол. наук, 1982ж, № 6, с. 39—46.
- Мярцева С. Н. Новый род энциртид Amicroterys Myartseva, gen.n. (Hymenoptera, Encyrtidae) из Палеарктики. Энтомол. обозр., 1983а, т. 62, вып. I, с. 172—177.
- Мярцева С. Н. Новые виды паразитических перепончатокрылых (Hymenoptera, Encyrtidae). Изв. АН ТуркмССР. Сер. биол. наук, 19836, № I, с. 64—68.
- Мярцева С. Н. Обзор энциртид рода Aphyculus Hoffer (Hymenoptera, Chalcidoidea) Палеарктики. Изв. АН ТуркмССР. Сер. биол. наук, 1983в, № 2, с. 28—34.
- Мярцева С. Н. Паразитические перепончатокрылые рода Metaphycus Mercet (Chalcidoidea, Encyrtidae) фауны Средней Азии. Энтомол. обозр. 1983.
- Мярцева С. Н. Специфичность паразитизма энциртид (Hymenoptera, Chalcidoidea, Encyrtidae) Средней Азии. Изв. АН ТуркмССР. Сер. биол. наук, 1983ж, № 4, с. 39—44.
- Myartseva S. N., Ruíz-Cancino E. & Coronado-Blanco J.M. 2013. Four new species of Aphelinidae (Hymenoptera: Chalcidoidea) from Mexico. Zootaxa, 3641(3): 223—232. https://doi.org/10.11646/zootaxa.3641.3.2
- Myartseva S. N., Ruíz-Cancino E. & Coronado-Blanco J.M. 2014a. Biodiversidad de Aphelinidae (Hymenoptera: Chalcidoidea) en México. Revista Mexicana de Biodiversidad, Supl. 85: 5379—5384. https://doi.org/10.7550/rmb.32255
- Myartseva S. N. 2006. Review of Mexican species of Coccophagus Westwood, with a key and description of new species (Hymenoptera: Chalcidoidea: Aphelinidae). Zoosystematica Rossica, 15(1): 113—130.
- Myartseva, S.N. 2008. Eretmocerus Haldeman (Hymenoptera: Aphelinidae) — parasitoids of whiteflies Trialeurodes vaporariorum and Bemisia (tabaci—complex) in Mexico, with a key and description of a new species. Vedalia, 13(1): 27—38.
- Myartseva, S.N. & Coronado-Blanco, J.M. 2007. Especies de Eretmocerus Haldeman (Hymenoptera: Aphelinidae) — parasitoides de Aleurothrixus floccosus (Maskell) (Homoptera: Aleyrodidae) de México, con la descripción de una nueva especie. Acta Zoológica Mexicana (n. s.), 23(1): 37—46. https://doi.org/10.21829/azm.2007.231556
- Myartseva, S.N. & Ruíz-Cancino, E. 2000. Annotated checklist of the Aphelinidae (Hymenoptera: Chalcidoidea) of Mexico. Folia Entomológica Mexicana, 109: 7—33.
- Myartseva, S.N. & Ruíz-Cancino, E. 2001. Mexican species of parasitoid wasps of the genus Marietta (Hymenoptera: Aphelinidae). Florida Entomologist, 84(2): 293—297. https://doi.org/10.2307/3496182
- Myartseva, S.N., Ruíz-Cancino, E. & Coronado-Blanco, J.M. 2004. Aphelinidae (Hymenoptera). In: Llorente Bousquets, J., Morone, J.J., Ordóñez, O.Y. & Fernández, I.V. (Eds.). Biodiversidad, Taxonomía y Biogeografía de Artrópodos de México: Hacia una síntesis de su conocimiento. México, UNAM: 753—757.
- Myartseva, S.N., Ruíz-Cancino, E. & Coronado-Blanco, J.M. 2008. Encarsia aurantii species-group (Hymenoptera: Aphelinidae), parasitoids of armored scales (Hemiptera: Diaspididae) in Mexico, with key and description of a new species. Zoosystematica Rossica, 7(1): 67—71.
- Myartseva, S.N., Ruíz Cancino, E. & Coronado-Blanco, J.M. 2010. El género Aphytis Howard (Hymenoptera: Chalcidoidea: Aphelinidae) en México, clave de especies y descripción de una especie nueva. Dugesiana, 17(1): 81—94.

### Патронимы
- Metaphycus myartsevai  Özdikmen, 2011
- Myartsevaia Noyes, 2010[4]
- Myartsevaia chrysopae (Crawford, 1913) (=Ooencyrtus chrysopae)
- Myartsevaia limeirae (Myartseva, 2004) (=Ooencyrtus limeirae)
- Myartsevaia melos Noyes, 2010
- Myartsevaia sibyna Noyes, 2010
- Neophytis myartsevae Kim & Heraty, 2012[5]

### Новые для науки виды насекомых, описанные Мярцевой С.Н
- Anagyrus abdulrassouli (Myartseva, Sugonjaev & Trjapitzin, 1982)
- Anagyrus albatus Myartseva, 1982
- Anagyrus amudaryensis (Myartseva, 1982)
- Anagyrus ashkhabadensis Myartseva, 1981
- Anagyrus galinae (Myartseva, 1982)
- Anagyrus scapularis Myartseva, 1982
- Anagyrus thailandicus (Myartseva, 1979)
- Aschitus margaritae Myartseva, 1979[6]
- Aschitus mongolicus (Myartseva, 1982)
- Aschitus neoacanthococci Myartseva, 1979
- Aschitus populi Myartseva, 1979
- Centrodora tropicalis Myartseva, 2011[7]
- Centrodora zacateis Myartseva, 2011[7]
- Coccobius indefinitus (Yasnosh & Myartseva, 1972)
- Coccobius juliae Myartseva, 2000
- Coccobius kurbani Myartseva, 1995
- Coccobius setatus Myartseva, 2016[8]
- Coccobius mesasiaticus (Yasnosh & Myartseva, 1971)
- Coccobius sumbarensis Myartseva, 1995
- Coccobius tamaulipecus Myartseva, 2016
- Echthroplexiella tobiasi Myartseva, 1979[9]
- Encarsia altacima Myartseva & Evans, 2008
- Encarsia alvaradoi Myartseva & Evans, 2008
- Encarsia ameca Myartseva, 2007
- Encarsia andrewi Myartseva & Coronado Blanco, 2008
- Encarsia antennata Myartseva, 2008
- Encarsia azteca Myartseva & Evans, 2008
- Encarsia catemaco Myartseva, 2007
- Encarsia caudata Myartseva, 2014[10]
- Encarsia citricola Myartseva, 2007
- Encarsia clavata Myartseva & González−Hernández, 2008[11]
- Encarsia colima Myartseva, 2005
- Encarsia dmitrii Myartseva, 2007
- Encarsia elcielica Myartseva & Evans, 2008
- Encarsia escama Myartseva, 2008[12]
- Encarsia flagellata Myartseva, 2015[13][14]
- Encarsia flaviceps Myartseva, 2007
- Encarsia florena Myartseva & Evans, 2008
- Encarsia funiculata Myartseva & Evans, 2008
- Encarsia fursovi Myartseva & Evans, 2008
- Encarsia gaonae Myartseva & Evans, 2008
- Encarsia guajavae Myartseva, 2007
- Encarsia guamuchil Myartseva & Evans, 2008
- Encarsia juanae Myartseva & Evans, 2008
- Encarsia kasparyani Myartseva & Evans, 2008
- Encarsia lacuma Myartseva & Evans, 2008
- Encarsia leucaenae Myartseva & Evans, 2008
- Encarsia llera Myartseva & Evans, 2008
- Encarsia llerica Myartseva & Evans, 2008
- Encarsia macula Myartseva & Evans, 2008
- Encarsia madera Myartseva, 2009
- Encarsia mahoniae Myartseva & Evans, 2008
- Encarsia mexicana Myartseva, 2007
- Encarsia mexicella Myartseva, 2009
- Encarsia moctezumana Myartseva & Evans, 2008
- Encarsia morela Myartseva, 2010
- Encarsia neoporteri Myartseva & Evans, 2008
- Encarsia oaxaca Myartseva, 2014[10]
- Encarsia pinella Myartseva, 2001
- Encarsia pineti Myartseva & Evans, 2008
- Encarsia pitilla Myartseva & Evans, 2008
- Encarsia ruizi Myartseva & Evans, 2008
- Encarsia subelongata Myartseva & Evans, 2008
- Encarsia superba Myartseva, 2008
- Encarsia tamaulipeca (Myartseva & Coronado-Blanco, 2002)
- Encarsia tampicana Myartseva, 2011
- Encarsia tapachula Myartseva, 2007
- Encarsia tarsalis Myartseva, 2008
- Encarsia terebrella Myartseva, 2007
- Encarsia tetraleurodis Myartseva & Evans, 2008
- Encarsia trialeurodis Myartseva, 2008
- Encarsia trilineata Myartseva, 2007
- Encarsia tuxpan Myartseva & Evans, 2008
- Encarsia tuxtla Myartseva, 2007
- Encarsia unisetae Myartseva & Evans, 2008
- Encarsia verticina Myartseva & Gonzáles-Hernández, 2008[11]
- Encarsia woolleyi Myartseva & Evans, 2008
- Encarsia xilitla Myartseva, 2012[15]
- Encarsia yumka Myartseva, 2012[15]
- Homalotylus balchanensis Myartseva, 1981[16]
- Homalotylus turkmenicus Myartseva, 1981[16]
- Metaphycus acanthococci Myartseva, 1984
- Metaphycus acapulcus Myartseva & Ruíz, 2003
- Metaphycus aleyrodis (Myartseva & Ruíz, 2002)
- Metaphycus bogdanovikatkovi Myartseva, 1984
- Metaphycus celticola Myartseva, 2003
- Metaphycus cerealis Myartseva & Ruíz Cancino, 2010
- Metaphycus desertus Myartseva, 1984
- Metaphycus elenae Myartseva, 1984
- Metaphycus farfani Myartseva, 2003
- Metaphycus karwinskiae Myartseva, 2003
- Metaphycus sergueii Myartseva, 2003
- Metaphycus superbus Myartseva, 2003
- Metaphycus turkmenicus Myartseva, 1984
- Metaphycus tuxpan Myartseva, 2003
- Metaphycus victoriensis Myartseva & Ruíz-Cancino, 2005
- Mexidalgus Myartseva, 2014
- Mexidalgus toumeyellus Myartseva, 2014[17]
- Mexidalgus veracruzanus Myartseva, 2014[18]
- Ooencyrtus krasilnikovae (Myartseva, 1979)[19][20]
- Ooencyrtus limeirae Myartseva, 2004[21]
- Pteroptrix gonzalezi Myartseva, 2009[22]
- Pteroptrix mexicana Myartseva, 2009[22]
- Sympiesis elaeagni Myartseva, 1997[23]
- Trjapitzinellus lambeiensis Myartseva, 1980[24]
- Vivamexico tamaulipeca Trjapitzin & Myartseva, 2004[25]
- Xenostryxis jasnoshae (Myartseva & Trjapitzin, 1974)[26]
- Другие